# Ron Flowers
Ronald Flowers (Edlinton, 1934. július 28. – 2021. november 12.) világbajnok angol válogatott labdarúgó, edző
Az angol válogatott tagjaként részt vett az 1962-es és az 1966-os világbajnokságon.

## Sikerei, díjai
Wolverhampton
- Angol bajnok (3): 1953–54, 1957–58, 1958–59
- Angol kupa (1): 1959–60
- Angol szuperkupa (3): 1954, 1959, 1960

Anglia
- Világbajnok (1): 1966